# Graphomya
Graphomya is een geslacht van insecten uit de familie van de echte vliegen (Muscidae), die tot de orde tweevleugeligen (Diptera) behoort.

## Soorten
- G. alaskensis Arntfield, 1975
- G. americana Robineau-Desvoidy, 1830
- G. columbiana Arntfield, 1975
- G. idessa (Walker, 1849)
- G. interior Arntfield, 1975
- G. maculata (Scopoli, 1763)
- G. minor Robineau-Desvoidy, 1830
- G. minuta Arntfield, 1975
- G. occidentalis Arntfield, 1975
- G. transitionis Arntfield, 1975
- G. ungava Arntfield, 1975